# Klaus Jansen (Verbandsfunktionär)

Klaus Jansen (2008)

Klaus Jansen (BDK) und Dr. Günther Beckstein, damals Bayerischer Innenminister, in Erding (2008)

Klaus Jansen (* 9. März 1955) ist ein deutscher Kriminalbeamter und Berufsverbandsfunktionär. Von 2003 bis August 2011 war er Bundesvorsitzender des Bundes Deutscher Kriminalbeamter (BDK), bis er schließlich nach Kritik an seinem Führungsstil auf Betreiben mehrerer Landesverbände des BDK von seinem Amt entbunden wurde.

## Polizeilicher Werdegang
Jansen begann 1972 bei der Landespolizei Hamburg den Vorbereitungsdienst für die mittlere Beamtenlaufbahn, im Anschluss daran war er ab 1975 bei der Hamburger Bereitschaftspolizei tätig. 1977 wechselte er zur Hamburger Kriminalpolizei, um von 1979 bis 1982 an der Fachhochschule für Öffentliche Verwaltung Hamburg das Studium für den Aufstieg in den gehobenen Dienst zu absolvieren. Nach bestandener Laufbahnprüfung war Jansen bis 1983 verdeckter Ermittler in Staatsschutzdelikten tätig, bevor er als Zugführer das Mobile Einsatzkommando (MEK)/Sondereinsatzkommando (SEK) Hamburg bis 1986 übernahm. Von 1986 bis 1989 war er internationaler Ermittler im BKA in Betäubungsmittelsachen. Von 1989 bis 1994 war er als Rauschgiftverbindungsbeamter des BKA bei der deutschen Botschaft in den USA und zugleich als Beobachter bei der Organisation der Amerikanischen Staaten (COAS) tätig. 
Von 1994 bis 1996 wurde er im BKA als Antiterror-Ermittler für Europa und Amerika eingesetzt. 1996 wurde er Verbindungsbeamter des BKA an der deutschen Botschaft in Kiew und Ermittler Rechtsextremismus im BKA. 
1997 bis 1999 war er wieder als Ermittler für Terrorismusbekämpfung im BKA tätig, wo er für den Bereich Dev Sol zuständig war. 1999 bis 2002 war er Leiter der Koordinierungsstelle MEK im BKA.

## Gewerkschaftlicher Werdegang
Klaus Jansen wurde 1978 Mitglied des BDK. 1996 bis 1999 war er dort als Stellvertretender Vorsitzender des Verbandes BKA tätig gewesen. 1997 war er zudem Mitglied des geschäftsführenden Bundesvorstandes. 1999 wurde er Vorsitzender des Verbandes BKA im BDK. Gleichzeitig war er ab 2000 Leitendes Mitglied beim Vorstand der C.E.S.P. (Conseil Européen des Syndicats de Police), welcher rund 23.000 Mitglieder hat und eine „Non-Governmental Organization“  (NGO) des Europäischen Parlaments ist. 
2001 bis 2003 war er Stellvertretender Bundesvorsitzender des BDK. 2003 war er kommissarisch als Vorsitzender des BDK tätig gewesen, wo er auf einem außerordentlichen Delegiertentag zum Bundesvorsitzenden gewählt wurde. 2004 war er als Sprecher der Kommission C.E.S.P. tätig. Im September 2005 wurde er als Bundesvorsitzender beim Bundesdelegiertentag in Band Kissingen wiedergewählt. 2006 unternahm er als EU-Experte eine Reise nach Bulgarien, wo er im Zusammenhang mit dem EU-Beitritt Bulgariens eine Inspektion durchführen sollte, wobei der Schwerpunkt auf die Bekämpfung von organisierter Kriminalität (OK) liegt.
2008 wurde Klaus Jansen Leiter des DFK-Projektes „Web-Patrol: Der Weg zum sicheren Internet“. Oktober 2009 wurde er nochmal zum Bundesvorsitzenden durch den Bundesdelegiertentag in Suhl wiedergewählt.

## Kritik am Waffenrecht
In einer WDR-Radiosendung anlässlich des Amoklaufs von Lörrach am 19. September 2010 verlangte Jansen die DDR-Waffengesetzgebung in Deutschland einzuführen, da dort Sportschützen die Lagerung von Munition zu Hause untersagt war. Im Wortlaut meinte er: „Also wir feiern dieses Jahr 20 Jahre Wiedervereinigung, in der DDR gab es Munition und Waffen nicht im Privathaushalt, es gibt also 16.000.000 Bürger, die es eigentlich gelernt hatten, die damit klarkamen, wo Schießsport stattfand, wo man als Staat ganz anders ’rangeht, vielleicht aus anderen Gründen. Aber das Grundsätzliche ist doch – das müssen sich auch Sportschützen diese Frage gefallenlassen –, weshalb muss man Munition zu Hause haben?“

## Internet-Resetknopf
Im Juli 2010 machte Jansen mit einem Interview in der Neue Osnabrücker Zeitung auf sich aufmerksam, in dem er weitreichende, das Internet einschränkende Forderungen stellte. Er stellte hierbei unter anderem einen Forderungskatalog des BDK vor, welche Änderungen die Gewerkschaft für Kriminalbeamte erwirken möchte. Der Informatiker Peter Piksa hat diese Forderungen in seinem Blog untersucht und kritisiert sie als undurchführbar. Die Forderung nach der Nutzeridentifizierung und Registrierung im Internet, ursprünglich 15. BDK-Forderung, fehlt in der Endversion, wurde aber von Jansen im Interview hochgehalten, ebenso wie die Forderung nach einem „Reset-Knopf“, mit der sich die „landesweiten Netze im Ernstfall vom Internet abklemmen ließen: ‚Nur so lässt sich eine laufende Attacke schnell stoppen‘, meint Jansen“. Eine Trennung von „landesweiten Netzen“ vom Internet über einen zwangsweisen Proxy wird bisher nur in totalitären Staaten wie der Volksrepublik China u. ä. praktiziert.